# Mogielica (dopływ Słopniczanki)
Mogielica – potok, lewy dopływ Słopniczanki o długości 6,78 km i powierzchni zlewni 12,63 km².
Potok ma liczne cieki źródłowe wypływające na północno-wschodnich stokach Mogielicy i na grzbiecie łączącym ją z Zapowiednicą. Najwyżej położone miejsca wypływu wód znajdują się na wysokości 1085 m. Zlewnia Mogielicy znajduje się w całości w obrębie miejscowości Słopnice i obejmuje teren między Świerczkiem, Mogielicą i Dzielcem. Mogielica spływa początkowo w kierunku północnym, niżej zmienia kierunek na północno-wschodni i na osiedlu Putówka uchodzi do Słopniczanki na wysokości około 465 m. Wzdłuż dolnego biegu Mogielicy, od osiedla Putówka prowadzi droga, ślepo kończąca się na osiedlu Wróblówka pod górą Mogielica.
Mogielica ma kilka dopływów ze zboczy Świerczka i Dzielca. Jeden z nich ma własną nazwę – Potok Smagowski, pozostałe są bezimienne.
Z południowych stoków góry Mogielica spływa jeszcze jeden potok o nazwie Mogielica lub Mogieliczny. Jest on dopływem Kamienicy.